# Gabriella Coleman
Enid Gabriella Coleman, também conhecida como Gabriella Coleman ou Biella (1973), é uma antropóloga, acadêmica e autora cujo trabalho se concentra em culturas de hacking e ativismo virtual, principalmente Anonymous. Anteriormente, ela ocupou a cadeira Wolfe em Alfabetização Científica e Tecnológica na Universidade McGill, na cidade de Montreal, província de Quebec, no Canadá. Atualmente é professora titular no Departamento de Antropologia da Universidade de Harvard.

## Educação
Depois de concluir seu ensino médio na Escola St. John's em San Juan, Porto Rico, Coleman se formou como Bacharel de Artes em ciência da religião pela Universidade de Columbia em maio de 1996. Ela se mudou para a Universidade de Chicago, onde completou um mestrado em antropologia sociocultural em agosto de 1999. Ela recebeu seu doutorado em antropologia sociocultural por sua dissertação intitulado The Social Construction of Freedom in Free and Open Source Software: Hackers, Ethics, and the Liberal Tradition, em 2005.

## Carreira acadêmica
Coleman ocupou cargos, incluindo uma bolsa de pós-doutorado pelo Fundo Memorial Izaak Walton Killam para estudar Centro de Análise Cultural da Universidade Rutgers, além de ingressar no Programa de Ciência, Tecnologia e Sociedade, da Universidade de Alberta, antes de ser nomeada professora assistente de mídia, cultura e comunicação na Universidade de Nova Iorque em setembro de 2007.
Durante 2010–2011, Coleman passou algum tempo trabalhando no Instituto de Estudos Avançados, em Princeton, como a destinatária do "Membro do Círculo dos Fundadores de Ginny e Robert Loughlin de 2010-11 na Escola de Ciências Sociais".
Em janeiro de 2012, ela se mudou para Montreal, na província de Quebec, no Canadá, para assumir a cadeira Wolfe em Alfabetização Científica e Tecnológica na Universidade McGill. No mesmo ano, ela também falou no Webstock 2012 em Wellington, Nova Zelândia.

## Estudo deAnonymous
O trabalho de Coleman no Anonymous a levou a se tornar uma comentarista regular da mídia, além de suas publicações acadêmicas. Em julho de 2010, Coleman fez referência ao "projeto" ou "operação" Anonymous Chanologia contra a Igreja da Cientologia, e usa o que se tornaria um motivo central em suas descrições do grupo, o "arquétipo do trickster", que ela argumenta ser "muitas vezes não sendo um personagem muito limpo e saboroso, mas talvez vital para a renovação social". Coleman afirma que ela "estava pensando sobre as ligações entre o trapaceiro e os hackers" por "alguns anos" antes de uma estadia no hospital levá-la a ler Trickster Makes This World: Mischief, Myth, and Art de Lewis Hyde:
Nas primeiras páginas, era inegável: há muitos links a serem feitos entre os trickers e os hackers. Muitas dessas figuras ultrapassam limites de todos os tipos: perturbam ideias de propriedade; às vezes, usam sua inteligência afiada para brincar, às vezes para fins políticos; eles ficam presos por sua astúcia (o que acontece o tempo todo com trapaceiros! É assim que eles aprendem); e refazem o mundo técnica, social e legalmente e incluem software, licenciamento e até formas de literatura.
A teoria de Coleman sobre o Anonymous (e grupos associados como o site 4chan) como o trickster passou da academia para a grande mídia. Referências recentes incluem a série de três partes sobre Anonymous na revista Wired e no periódico The New York Times. Coleman também criticou parte da cobertura convencional do Anonymous. Em Is it a Crime? The Transgressive Politics of Hacking in Anonymous (com Michael Ralph), Coleman responde a um artigo sobre o grupo de Joseph Menn no Financial Times.
É provável que um envolvimento mais crítico com as questões levantadas produza lições importantes para abordagens acadêmicas e jornalísticas da mídia digital, política de protesto e segurança cibernética. Em vez de apenas descrever hackers como panfletos virtuais para liberdade de expressão ou como foras da lei digitais, precisamos começar a fazer perguntas mais específicas sobre, por que e quando os hackers adotam atitudes específicas em relação a diferentes tipos de leis, explore com mais detalhes o que eles esperam alcançar, e tome mais cuidado ao examinar as consequências.
Our Weirdness Is Free: The logic of Anonymous — online army, agent of chaos, and seeker of justice, título publicado pela empresa americana Triple Canopy em janeiro de 2012, é o primeiro grande texto de Coleman sobre o grupo e se baseia em uma série de observações daqueles que ela descreve como " tudo e nada ao mesmo tempo". Mesmo Coleman admite que não entende completamente o Anonymous, ela disse à BBC:
Você nunca pode ter total certeza do que está acontecendo, quem está envolvido, "não ser capaz de entender completamente quem está por trás da máscara" é o que dá poder político anônimo.

A pesquisa etnográfica de vários anos de Coleman sobre o Anonymous culminou na publicação de Hacker Hoaxer, intitulado Whistleblower Spy: The Many Faces of Anonymous. Premiada com o prêmio Diane Forsythe da American Anthropological Association e descrito por Alan Moore, co-autor de V for Vendetta como "brilhantemente lúcido", o livro traça a história, ascensão e impacto do movimento Anonymous. Embora o livro utilize convenções de escrita jornalística, Coleman continua a enquadrar analiticamente a atividade de trollagem e Anonymous em termos de trapaça. Ela argumenta em seu livro que os trapaceiros "estão bem posicionados para transmitir lições—independentemente de sua intenção". E continua comentando: 
"Suas ações não precisam ser aceitas, muito menos endossadas, para extrair valor positivo. Podemos vê-los como edificantes com perspectivas libertadoras ou aterrorizantes, sintomáticos de problemas subjacentes que merecem escrutínio, funcionando como uma força positiva em direção à renovação ou como sombras distorcidas e confusas".
O troll nacionalista branco weev, também tratado como um contraponto ao Anonymous, é apresentado como um exemplo do lado aterrorizante do trickstermism, enquanto o Anonymous, argumenta Coleman, representa um lado mais positivo, uma força de esperança e renovação política.
As questões de tricksters, trolls e Anonymous foram mais exploradas por um grupo de antropólogos em uma edição especial do Journal Hau, que revisou o livro de Coleman.

## Obras publicadas
- Coleman, Gabriella (2017). «From Internet Farming to Weapons of the Geek». Current Anthropology (em inglês). 58 (1): 91–102. doi:10.1086/688697
- Coleman, Gabriella (2014). Hacker, Hoaxer, Whistleblower, Spy: The Many Faces of Anonymous (em inglês). London: Verso Books. ISBN 9781781685839
- Coleman, Gabriella (2013). Anonymous in Context: The Politics and Power behind the Mask (PDF) (em inglês). Waterloo, Ontario: The Centre for International Governance Innovation. pp. 1–21
- Coleman, Gabriella (2013). Coding freedom : the ethics and aesthetics of hacking (PDF) (em inglês). Princeton: Princeton University Press. ISBN 978-0-691-14460-3
- Coleman, Gabriella (2012). «8. Phreaks, Hackers, and Trolls: The Politics of Transgression and Spectacle». In:  Mandiberg. The Social Media Reader (em inglês). [S.l.]: New York University Press. pp. 99–119. ISBN 9780814764060
- Coleman, Gabriella (2010). «Ethnographic approaches to digital media». Annual Review of Anthropology (em inglês). 39: 487–505. doi:10.1146/annurev.anthro.012809.104945
- Coleman, Gabriella (2010). «The Hacker Conference: A Ritual Condensation and Celebration of a Lifeworld» (PDF). Anthropological Quarterly (em inglês). 83 (1): 47–72. doi:10.1353/anq.0.0112
- Coleman, Gabriella; Golub, Alex (1.º de setembro de 2008). «Hacker practice: Moral genres and the cultural articulation of liberalism» (PDF). Anthropological Theory (em inglês). 8 (3): 255–277. doi:10.1177/1463499608093814
- Coleman, Gabriella (2008). «20. The Politics of Rationality: Psychiatric Survivor's Challenge to Psychiatry». In:  da Costa; Philip. Tactical biopolitics : art, activism, and technoscience (em inglês). Cambridge, Massachusetts: MIT Press. pp. 341–364. ISBN 9780262042499
- Coleman, Gabriella. The social construction of freedom in free and open source software: Hackers, ethics, and the liberal tradition (Tese) (em inglês). 3181325
- Coleman, Gabriella (2001). «High‐Tech guilds in the era of global capital». Anthropology of Work Review (em inglês). 22 (1): 28–32. doi:10.1525/awr.2001.22.1.28